# 肥田隆行

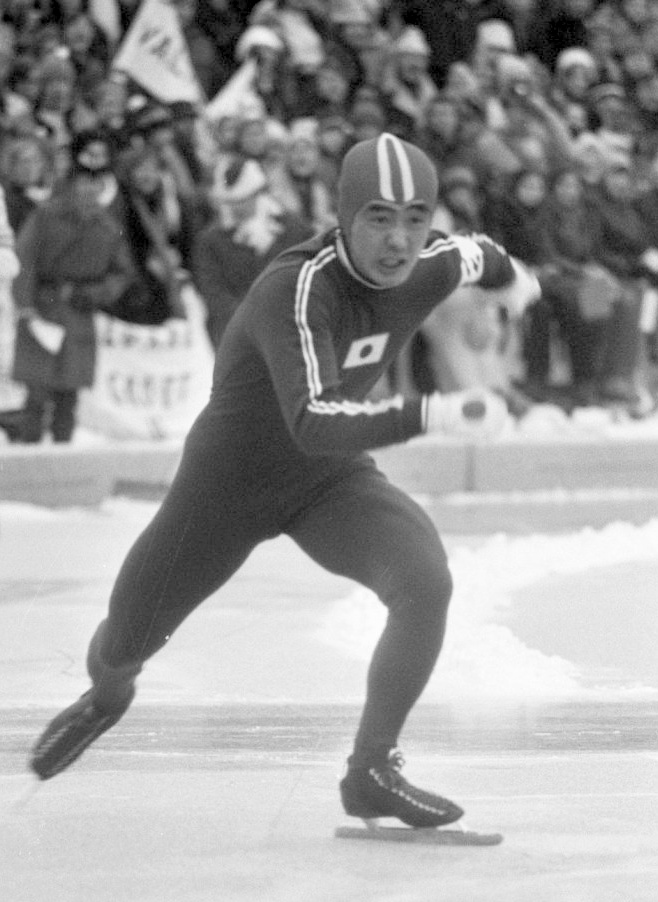
肥田 隆行, 1972

肥田 隆行（ひだ　たかゆき、1944年5月4日  - ）は、日本の元スピードスケート選手である。北海道帯広市出身。
帯広市立帯広第三中学校－北海道帯広柏葉高等学校－専修大学－三協精機
1968年グルノーブルオリンピックでは500m37位。
4年後の札幌オリンピックでは500m13位だった。